# Serolella pagenstecheri
Serolella pagenstecheri is een pissebed uit de familie Serolidae. De wetenschappelijke naam van de soort is voor het eerst geldig gepubliceerd in 1887 door Georg Johann Pfeffer.